# ロバート・スミス (初代キャリントン男爵)

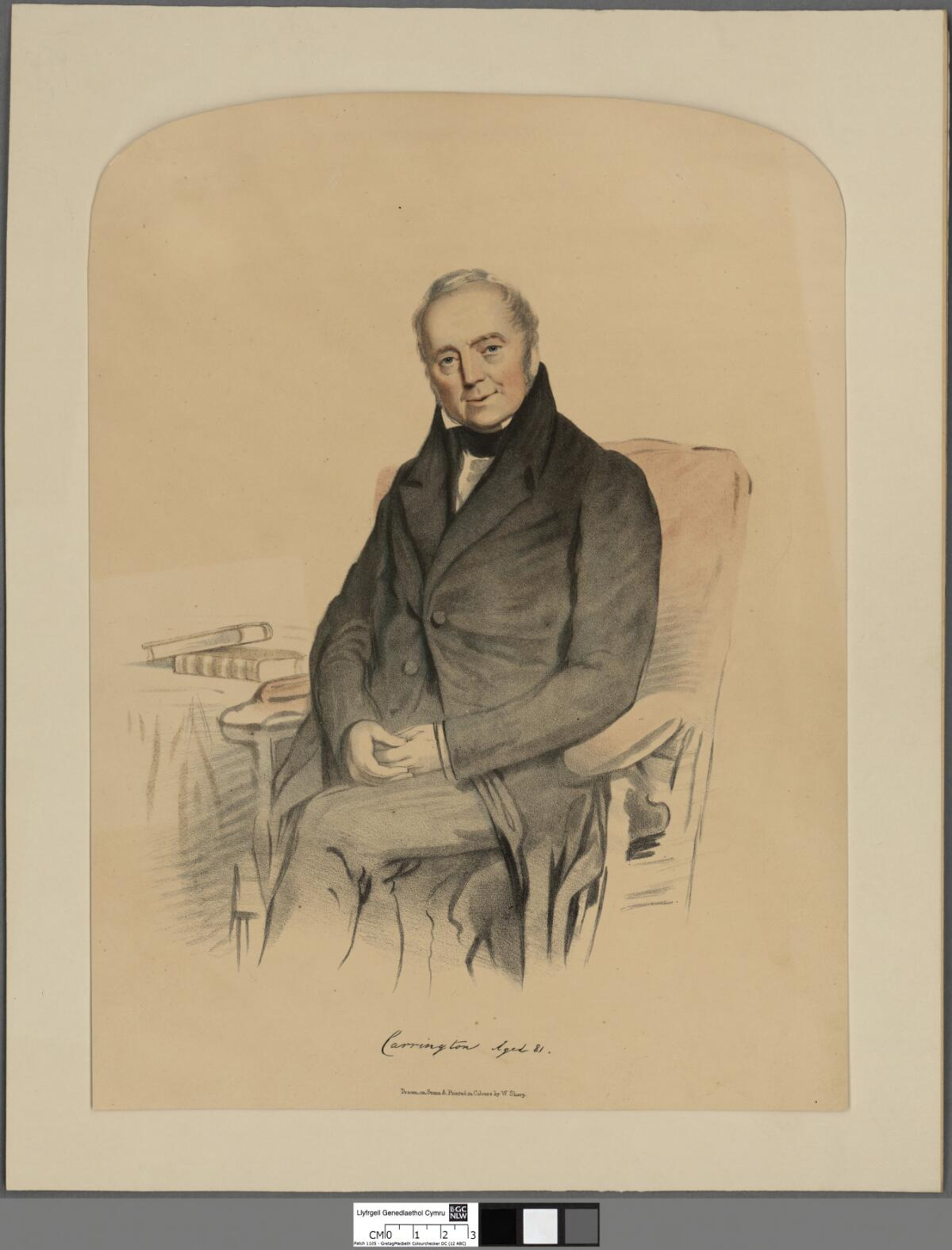
1820年ごろのキャリントン男爵

初代キャリントン男爵ロバート・スミス（Robert Smith, 1st Baron Carrington FRS FSA、1752年1月22日 – 1838年9月18日）は、イギリスの銀行家、政治家、貴族。ノッティンガムのスミス銀行を経営するスミス家出身であり、自身も父の後を継いで銀行家になった。政治家としては1779年から1797年まで庶民院議員を務め、政界においても私生活においても首相小ピットの友人だった。

## 生涯

### 銀行家として
銀行家アベル・スミスと妻メアリー（トマス・バードの娘）の三男として、1752年1月22日に生まれ、2月21日にノッティンガムのセント・ピーター教会で洗礼を受けた。スミス家はノッティンガムのスミス銀行を経営しており、スミスは1769年よりロンドン支店での勤務を経て、ロンドン支店を独立した銀行に昇格させ、1773年に社員（partner）に就任、1788年に父が死去すると社長になった。

### 政治家として
1779年初にノッティンガム選挙区選出の庶民院議員だった兄アベルが死去すると、同年2月の補欠選挙に出馬して、無投票で当選した。前述のスミス銀行により、スミス家はノッティンガムの選挙にも大きな影響力を有した。そのため、1780年（569票）、1784年（無投票）、1790年（443票）、1796年（1210票）の総選挙において、スミスはいずれも得票数1位か無投票で再選している。
庶民院では1782年にアメリカ独立戦争の予備講和条約に賛成票を投じ、1783年にチャールズ・ジェームズ・フォックスのイギリス東インド会社規制法案に反対票を投じた。1783年より政界でも私的にも小ピットの友人になり、小ピットの選挙法改正案に賛成し、1786年には小ピットがスミスに自身の混乱した家計状況の調査を頼んだ。1790年にもスミスに機密費5,000ポンドを支給したが、これはスミスの弟サミュエルを同年の総選挙で当選させるための支出とされる。スミスは1791年に小ピットとウィリアム・ウィルバーフォースに同調して奴隷貿易廃止に賛成、1793年2月にも選挙法改正への支持を再び表明した。小ピットのフランス革命戦争対策に反対したことはなかったが、1797年にリールで行われた講和交渉を成功する見込みのない、単なる和平への姿勢だと評した。
1796年イギリス総選挙直前、スミスは小ピットへの忠誠を示す形でミッドハースト選挙区とウェンドーヴァー選挙区への影響力を購入した。小ピットはスミスが2選挙区の4議席、スミスとその弟2人の3議席をもって自身を支持していると判断して、スミスは再選直後の1796年7月11日にアイルランド貴族であるブルコット・ロッジのキャリントン男爵に叙された。さらに1797年10月20日、グレートブリテン貴族であるノッティンガム州アップトンのキャリントン男爵に叙された。1801年に小ピットの借金を一部返済し、スミスはこれを寄贈として扱ったが、小ピットはスミスへの借金として扱い、遺言状でスミスへの返済を命じた。1802年には小ピットが五港長官としてスミスをディール城代に任命した。
1800年5月29日、王立協会フェローに選出された。

### 小ピットの死後
1806年に小ピットが死去すると、首相に就任した初代グレンヴィル男爵ウィリアム・グレンヴィルを支持するようになり、小ピット派が憤慨した。息子の2代男爵によれば、グレンヴィル男爵がスミスに伯爵への叙爵を打診したとき、小ピット派の怒りを引き起こしかねないため辞退ぜざるを得なかったという。1815年よりグレンヴィル男爵への支持が薄れ、晩年にはトーリー党支持とみなされるようになり、貴族院に登院できないときにはウェリントン公爵に代理投票を依頼した。
1812年4月16日、ロンドン考古協会フェローに選出された。1810年にオックスフォード大学よりD.C.L.の名誉学位を、1819年7月5日にケンブリッジ大学モードリン・カレッジよりLL.D.の名誉学位を授与された。
1838年9月18日にホワイトホールのセント・ジェームズ・プレイス26号にある自宅で死去、10月3日にバッキンガムシャーのウィカムで埋葬された。息子ロバート・ジョンが爵位を継承した。

## 人物
『イングリッシュ・クロニクル』紙は1781年にスミスを「議会では他人の影響を受けず、私生活では高潔で慈悲深い」と評した。慈善活動の一例としては詩人ウィリアム・クーパーによるバッキンガムシャーのオウニーでの救貧活動への資金援助が挙げられる。
同紙は銀行経営という仕事上敵を作らない必要があるため、議会では特定の派閥を支持できないと評している。その一方、ナサニエル・ラクソールは回想録（ラクソール死後の1836年出版）でスミスに「議会活動の才能がない」と評し、小ピットへの財政援助が叙爵の理由であると主張した。ラクソールは1801年に小ピットが首相を辞任したとき、スミスにウェンドーヴァー子爵への叙爵を打診したと主張し、最晩年のスミスはいずれの主張も否認した。このほか、ラクソールはスミスの叙爵を「ジョージ3世が商人へのイギリス貴族叙爵に反対したとき、その反対が説得を受けて退けられた唯一の例」だとした。

## 家族
1780年7月6日、アン・ボルデロ＝バーナード（Anne Boldero-Barnard、1757年ごろ – 1827年2月9日、ルウィンズ・ボルデロ＝バーナードの娘）と結婚、1男10女をもうけた。
- ハリエット（1856年4月27日没） - 1819年6月28日、ジョン・フレデリック・クルー（John Frederick Crewe、1840年11月10日没）と結婚、子供あり[11]
- シャーロット・エリザベス（1811年3月27日没） - 1809年4月10日、第2代ガードナー男爵アラン・ガードナー（英語版）と結婚、子供あり[12]
- イリナ・サラ（1816年11月没[10]）
- キャサリン・ルーシー（1843年10月1日没） - 1803年11月19日、第4代スタンホープ伯爵フィリップ・スタンホープ（英語版）と結婚、子供あり[13]
- ジェーン（1837年10月7日没） - 生涯未婚[11]
- ヘスター・フランシス（1854年3月5日没） - 1813年9月30日、ヘンリー・ウィリアムズ＝ウィンと結婚、子供あり[11]
- アン（1808年5月11日没[10]）
- ルイーザ・メアリー（1830年4月6日没） - 生涯未婚[11]
- ジョージアナ（1795年[14] – 1875年3月10日） - 生涯未婚[11]
- ロバート・ジョン（英語版）（1796年1月16日 – 1868年3月17日） - 第2代キャリントン男爵[3]
- エミリー（1797年4月16日[10] – 1869年1月4日） - 1822年7月27日、グランヴィル・サマセット卿（英語版）と結婚、子供あり[11]

1836年1月19日、シャーロット・トレヴェリアン（1770年5月1日 – 1849年4月22日、ジョン・ハドソンの娘、ウォルター・トレヴェリアンの未亡人）と再婚した。結婚時点でそれぞれ83歳、65歳であり、2人の間に子供はいなかった。